# Corps de garde de Carteret
Le corps de garde de Carteret est un bâtiment à vocation militaire situé dans le département français de la Manche, sur la commune de Barneville-Carteret. Ce corps de garde constitue un témoignage de la défense des côtes du Cotentin sous l’Ancien Régime.

## Localisation
Le corps de garde est situé au lieudit La Corniche.

## Historique
Le corps de garde a été construit au XVIIIe siècle, la batterie étant datée de 1745.
Les vestiges de l'édifice ont été inscrits au titre des monuments historiques par arrêté du 24 novembre 1995 : la plate-forme d'artillerie, le poste de guet et la guérite, le magasin à poudre, le logement du gardien, ainsi que les vestiges du casernement sont concernés par la protection.